# یونگ‌جو چوسان
پارشاه یونگ‌جو (کره‌ای: 영조؛ زاده ۳۱ اکتبر ۱۶۹۴ - درگذشته ۲۲ آوریل ۱۷۷۶) با نام شخصی یی گوم، بیست‌ویکمین پادشاه سلسله چوسان بوده است. وی که از سال ۱۷۲۴ تا ۱۷۷۶ حکومت کرده است، جانشین برادرش پادشاه گیونگ‌جونگ شده بود. پس از مرگش، نوه‌اش یی سان با نام سلطنتی جونگ‌جو جانشین وی شده است.

## تولد
یونگ‌جو متولد ۳۱ اکتبر ۱۶۹۴؛ بیست و یکمین پادشاه سلسله کره‌ای چوسان بود. او دومین پسر پادشاه سوک‌جونگ بود. مادر وی بانو سوک از طائفه چوی بود. قبل از رسیدن به قدرت، نام وی شاهزاده یونینگ بود.

## جانشینی
در سال ۱۷۲۰ چندین ماه بعد از رسیدن برادر بزرگ‌ترش (پادشاه گیونگ‌جونگ) به سلطنت به عنوان بیستمین پادشاه چوسان، یونینگ به عنوان «شاهزاده سلطنتی جانشین برادر» منصوب شد. این موضوع باعث مشاجرات سنگینی بین احزاب سیاسی شد اما با این حال چهار سال بعد که پادشاه گیونگ‌جونگ از دنیا رفت؛ یونگ‌جو به پادشاهی رسید.

## پادشاهی
دوران سلطنت یونگ‌جو ۵۲ سال طول کشید و این دوران با تلاش‌های سرسختانه وی برای اصلاح سیستم مالیاتی چوسان، حکمرانی بر اساس اخلاقیات مکتب کنفسیوس و کم کردن نبردهای حزبی و آشتی بین احزاب توسط سیاست «سازگاری باشکوه» خود متمایز شده است. همچنین دوران سلطنت وی با اعدام بسیار بحث‌برانگیز پسرش ولیعهد سادو در سال ۱۷۶۲ عجین شده است. فارغ از مشاجرات و دشمنی‌ها، دوران سلطنت یونگ‌جو به علت تلاش‌های صادقانه وی در حکمرانی بر اساس فضایل کنفسیوسی در تاریخ کره آوازه مثبتی داشته است. پادشاه یونگ‌جو به معنای واقعی کلمه یک پادشاه کنفسیوس بود. گفته می‌شود اطلاعات وی در مورد سنت حتی بیشتر از درباریانش بود. در طول دوران سلطنت یونگ‌جو و نوه‌اش جونگ‌جو همزمان با بهبود اوضاع اقتصادی پس از جنگ‌های اواخر قرن ۱۶ و اوایل قرن ۱۷؛ پیروی از مکتب کنفسیوس در اوج خود بود. فرمانروایی یونگ‌جو به عنوان یکی از درخشان‌ترین دوران سلسله چوسان نامیده می‌شود.

## شخصیت
یونگ‌جو عمیقاً نسبت به مردمش نگران بود. یادداشت‌های سالیانه سلسله چوسان اشاره می‌کند که روزی در چهارمین سال از سلطنت وی پادشاه یونگ‌جو با صدای باران اول صبح از خواب بیدار شد و به ملازمان خود گفت: ” اوه عزیزم! ما در چهار سال گذشته به خاطر عدم شایستگی من با سیل خشکسالی و قحطی روبرو شدیم. حتی امسال توسط خائنی به نام یی این جوا دچار شورش بی‌سابقه‌ای شدیم. چگونه مردم فقیر من می‌توانند در این مشقت معاش خود را مدیریت کنند؟ سخنی قدیمی وجود دارد «همیشه به دنبال یک سال کم حاصل جنگ به وجود می آید». اما قحطی بزرگی در طی دو سال اخیر نداشتیم و ما امیدهای زیادی برای یک برداشت خوب در این سال داریم. اما هنوز من عصبی هستم زیرا در حالی که فصل برداشت نزدیک است؛ راهی برای دانستن اینکه آیا قبل از برداشت سیل یا خشکسالی خواهیم داشت یا نه وجود ندارد. هیچ‌کس در مورد باران سردی که خواهد بارید و سیلی که زمین‌های کشاورزی در انتظار برداشت را در خواهد نوردید؛ نمی‌داند. فقدان صلاحیت من موجب وقوع این شرایط افتضاح بر ما شد زیرا من در جلب دلسوزی آسمان بر ملتم ناتوان بودم. چگونه می‌توانم دلسوزی آسمان را جلب کنم در حالی که در خود اندیشه‌ای نکرده‌ام و فقط برای خودم تلاش کردم؟ من باید با اندیشه در خود شروع کنم.
یونگ‌جو نگران بود که باران موجب نابودی محصولات شده و باعث گرسنگی مردم بداقبال او شود. یونگ‌جو به درباریان خود دستور داد تا مالیات دریافتی از مردم را کم کنند و تعداد بشقاب‌های موجود در وعده‌های غذایی خود را کاهش دهند. کاهش مقدار غذایی که می‌خورد؛ تصمیمی بود که به علت نگرانی موجود وی در مورد مردم بد اقبالش گرفته شده بود.
در صبح زود حدود ۲۰ سال بعد (۱۷۵۳) باران‌های ممتد به یونگ‌جو سیل‌های چهارمین سال سلطنتش و زمانی که او غذای کمتری می‌خورد را یادآوری کرد:” اوه! به درستی سیل و خشکسالی به دلیل عدم کفایت من اتفاق می‌افتد. من از آن سال بسیار پیرتر شدم اما چگونه دلسوزی من برای مردم و اراده برای تلاش سخت برای آنان می‌تواند کمتر از گذشته باشد؟ ”. مجدداً یونگ‌جو دستور کاهش بشقاب‌ها در میز ناهارخوری خود را داد. مردم اطراف او وی را پادشاهی رک، تیزهوش، سخاوتمند و مهربان توصیف می‌کردند. اظهار نظرهای وی نافذ و فهم و درک وی سریع بود.

## سیاست و اصلاحات
یونگ جو در نیمه دوم قرن هفدهم متوجه اثرات زیان بخش نبردهای حزبی بر ادارهٔ کشور شد و بلافاصله بعد از رسیدن به پادشاهی سعی در پایان نبردهای حزبی داشت. یونگ‌جو دوباره قانون مالیات بر خدمت سربازی همگانی را که قبلاً عمری کوتاه داشت؛ احیا کرد. سپس او حتی به خارج از دروازه قصر رفت و با مقامات، ادیبان (اساتید)، سربازان و کشاورزان به تبادل نظر پرداخت. یونگ‌جو مالیات بر خدمت سربازی را به نصف کاهش داد و دستور داد اختلاف مزبور به وسیله مالیات بر شیلات، نمک، کشتی‌ها و مالیات بر زمین‌های اضافی جبران شود. یونگ‌جو همچنین سیستم مالیاتی عایدات و مخارج کشور را به وسیلهٔ ایجاد یک سیستم حسابداری منظم کرد. در طی ۵۲ سال سلطنت یئونگجو؛ تعدادی اصلاحات در ابعاد مختلفی مانند سازماندهی سیاسی؛ فرهنگی و صنعتی انجام شد. او تدابیری عملی مانند اجازه پرداخت مالیات مناطق دوردست و سرد گیونگ سونگ بر طبق غلات از طریق بندرگاه‌های نزدیک و مناطق کوهستانی بر طبق پنبه یا معادل پولی غلات را اتخاذ کرد. در همان زمان چوسان به دلیل رشد تجارت، کشاورزی و استخراج معادن تحرک اقتصادی مناسبی را تجربه می‌کرد. گردش پول نیز به‌وسیلهٔ افزایش ضرب سکه‌های رایج تحریک شد. توجه یونگ‌جو در بهبود زندگی رعیت‌هایش در اشتیاق وی برای آموزش مردم از طریق توزیع کتاب‌های مهمی به زبان کره‌ای (هانگول) مخصوصاً کتاب‌های کشاورزی مشهود است. باران سنج‌ها به صورت انبوه تولید شدند و به مراکز حکومت محلی فرستاده شدند. یونگ‌جو مقام اجتماعی نوادگان مردم عادی را بهبود بخشید و امکان تغییر و افزایش مقام اجتماعی را برای مردم شایسته ایجاد کرد. در آن زمان پایتخت از طریق سیستم عمده فروشی و انحصار طلبی کالاها تجمیع شد. به دلیل وجود چندین مغازه کوچک؛ تقاضای روزافزون برای کالاهای عمده به وجود آمد. دولت شروع به صادر کردن جواز حق انحصاری برای صادرکنندگان و تولیدکنندگان کرد و این موضوع برای تولیدکنندگان حق انحصاری را برای تولیداتشان ایجاد کرد. بازرگانی مجاور رودخانه‌ها حق انحصاری کالاهای مناطق گیونگ گی و چونگ چئونگ را گرفتند اتحادیه بازرگانان به خاطر جستجوی فرصت‌هایی برای تجارت کاغذ، یال اسب و موی سمور آبی فرستاده‌هایی به چین فرستادند. تقاضای زیاد برای مس و نقره صنعت معدن را تحریک کرد. فعالیت‌های عمده فروشی باعث تقاضای زیادی برای نقره و مس شد و این موضوع به نوبه خود موجب تحرک صنعت معدن شد. بسیاری از یانگبان‌ها (فرزندانی که از زنان صیغه ای اشراف‌زادگان به دنیا آمدند) برای افزایش درآمد خود در فعالیت‌های مربوط به بازرگانی، کشاورزی و اهدای وام شرکت کردند. «باک جی وون» و ” باک جگاً که با هیئت سیاسی چوسان از چینگ (چین) بازدید کرده بودند؛ پیشرفت سریع تجاری و صنعتی آنجا را مشاهده کردند و طرز فکر سنتی کنفسیوسی که فعالیت‌های اقتصادی و بازرگانی برای یانگبان‌ها را شرم آور و حاشیه ای می‌دانست؛ شروع به تغییر کرد. او همچنین فرصت‌های تحرک اجتماعی برای فرزندان بازرگانان را افزایش داد. تقاضا برای صنایع دستی و محصولاتی نظیر چاقو، کلاه‌هایی با موی اسب، میز ناهارخوری و ظروف برنجی؛ پیوسته در حال افزایش بود. منع پوشیدن کلاه با موی اسب که نشانی برای طبقه اجتماعی یانگبان بود نیز به‌طور تقریبی برداشته شد.

## ادبیات
به دلیل گسترش رقابت بین یانگبان‌های ثروتمند که در کار نشر شاهکارهای ادبی گرد آوری شده اجداد مشهور شان بودند؛ حتی سرقت ادبی نیز به کاری سود آور تبدیل شد. این موضوع حتی باعث چاپ داستان‌های تخیلی و شعرها شد. در آن زمان خصوصاً مردم قادر به درک هجو نامه‌ها و نقد اجتماعی شدند. یک نمونه در این مورد «چانگ هیانگ جئون» (داستان چانگ هیانگ) بود. این کتاب در مورد وفاداری دختر یک کیسانگ (خدمتکاران قصر) بود و به‌طور گسترده‌ای در کشور خوانده شد. این هجو نامه با هدف آشکار کردن حرص و فخر فروشی مقامات دولتی منتشر شدند.

## فعالیت‌های ضد فساد
پادشاه یونگ‌جو همچنین به علت ارج نهادن به «پارک مون سو» که بازرس مخفی دولت و پادشاه بود؛ مشهور شد. پارک که شایستگی خود را در سرکوب شورش “یی این‌جاً نشان داده بود به نقاط مختلف کشور سفر کرد و افسران فاسد محلی را با نام پادشاه دستگیر کرد.

## مرگولیعهد سادو
تنها اتفاق حزن‌انگیز چشمگیری که در دوران سلطنت پادشاه یئونگجو رخ داد؛ مرگ پسرش ولیعهد سادو بود. هفت سال بعد از مرگ بزرگ‌ترین پسر پادشاه یونگ‌جو، شاهزاده سادو متولد شد. پادشاه فوراً تصمیم گرفت تا پسر تازه متولد شده را ولیعهد اعلام کند. او از ولیعهد فاصله گرفت و به دلیل اینکه می‌خواست ولیعهد پادشاه آینده باشد تربیت وی را در دربارش به دیگران سپرد. در نتیجه روابط بین پادشاه یونگ‌جو و پسرش کمی متفاوت بود. سادو سجا به‌طور مکرر از پدرش می‌ترسید و مورد پرخاش وی قرار می‌گرفت. ظاهراً این موضوع باعث بیماری ذهنی وی شده بود. هر زمان که پادشاه یونگ‌جو وی را سرزنش می‌کرد؛ سادو برای تسکین استرس خود به طرز بی‌هدفانه‌ای در قصر مردم را می‌کشت یا کتک می‌زد. همچنین وی انحراف جنسی نیز داشت. بنا بر قوانین دربار پادشاه یونگ‌جو نمی‌توانست با دستان خودش پسرش را بکشد؛ بنابراین به سادو دستور داده شد تا در یک روز گرم از ماه ژوئیه سال ۱۷۶۲ در داخل یک مخزن برنج بزرگ چوبی قرار بگیرد. بعد از هشت روز سادو بر اثر خفگی فوت کرد. در قرن نوزدهم میلادی شایعاتی وجود داشت که ولیعهد سادو بیماری ذهنی نداشت و این یک پاپوش بود که برای وی دوخته شده بود اما این شایعات به‌طور گسترده‌ای توسط همسر وی در کتاب خاطرات بانو هه گیونگ و یادداشت‌های سالیانه سلسله چوسان نقض شده است. پسر سادو (جئونگجو) در زمان مرگ پدرش ۱۱ ساله بود اما مادرش (بانو هونگ) به پسرش آموخت که علیه پدربزرگش موضع‌گیری نکند.

## کاتولیسم
یونگ‌جو اولین کسی بود که به فعالیت‌های مربوط به کلیسای کاتولیک در کشور واکنش نشان داد. در قرن هجدهم مذهب کاتولیک مخصوصاً در مناطق ” گانگ وون” و «هوانگ هه» شروع به جذب طرفدارانی کرد. در سال ۱۷۵۸ یونگ‌جو به‌طور رسمی کاتولیسم را یک فعالیت شیطانی نامید و از لحاظ قانونی ممنوع کرد.

## خانواده

### اجداد
- پدر: سوک‌جونگ چوسان (숙종)
- مادر: سوک‌بین چوی (숙빈 최씨)

|  |                                      |  |  |  |  |  |  |  |  |  |  |  |  |  |  |  |
|  | پادشاه این‌جو                         |  |  |  |  |  |  |  |  |  |  |  |  |  |  |  |
|  |                                      |  |  |  |  |  |  |  |  |  |  |  |  |  |  |  |
|  |                                      |  |  |  |  |  |  |  |  |  |  |  |  |  |  |  |
|  | پادشاه هیوجونگ                       |  |  |  |  |  |  |  |  |  |  |  |  |  |  |  |
|  |                                      |  |  |  |  |  |  |  |  |  |  |  |  |  |  |  |
|  |                                      |  |  |  |  |  |  |  |  |  |  |  |  |  |  |  |
|  | ملکه این‌ریول از قبیلهٔ چونگ‌جو هان     |  |  |  |  |  |  |  |  |  |  |  |  |  |  |  |
|  |                                      |  |  |  |  |  |  |  |  |  |  |  |  |  |  |  |
|  |                                      |  |  |  |  |  |  |  |  |  |  |  |  |  |  |  |
|  | پادشاه هیون‌جونگ                      |  |  |  |  |  |  |  |  |  |  |  |  |  |  |  |
|  |                                      |  |  |  |  |  |  |  |  |  |  |  |  |  |  |  |
|  |                                      |  |  |  |  |  |  |  |  |  |  |  |  |  |  |  |
|  | جانگ یو                              |  |  |  |  |  |  |  |  |  |  |  |  |  |  |  |
|  |                                      |  |  |  |  |  |  |  |  |  |  |  |  |  |  |  |
|  |                                      |  |  |  |  |  |  |  |  |  |  |  |  |  |  |  |
|  | ملکه این‌سون از قبیلهٔ دوک‌سو جانگ      |  |  |  |  |  |  |  |  |  |  |  |  |  |  |  |
|  |                                      |  |  |  |  |  |  |  |  |  |  |  |  |  |  |  |
|  |                                      |  |  |  |  |  |  |  |  |  |  |  |  |  |  |  |
|  | بانو کیم از قبیلهٔ آن‌دونگ کیم         |  |  |  |  |  |  |  |  |  |  |  |  |  |  |  |
|  |                                      |  |  |  |  |  |  |  |  |  |  |  |  |  |  |  |
|  |                                      |  |  |  |  |  |  |  |  |  |  |  |  |  |  |  |
|  | پادشاه سوک‌جونگ                       |  |  |  |  |  |  |  |  |  |  |  |  |  |  |  |
|  |                                      |  |  |  |  |  |  |  |  |  |  |  |  |  |  |  |
|  |                                      |  |  |  |  |  |  |  |  |  |  |  |  |  |  |  |
|  | کیم یوک                              |  |  |  |  |  |  |  |  |  |  |  |  |  |  |  |
|  |                                      |  |  |  |  |  |  |  |  |  |  |  |  |  |  |  |
|  |                                      |  |  |  |  |  |  |  |  |  |  |  |  |  |  |  |
|  | کیم یومیونگ                          |  |  |  |  |  |  |  |  |  |  |  |  |  |  |  |
|  |                                      |  |  |  |  |  |  |  |  |  |  |  |  |  |  |  |
|  |                                      |  |  |  |  |  |  |  |  |  |  |  |  |  |  |  |
|  | بانو یون از قبیلهٔ پاپ‌یونگ یون        |  |  |  |  |  |  |  |  |  |  |  |  |  |  |  |
|  |                                      |  |  |  |  |  |  |  |  |  |  |  |  |  |  |  |
|  |                                      |  |  |  |  |  |  |  |  |  |  |  |  |  |  |  |
|  | ملکه میونگ‌سونگ از قبیلهٔ چونگ‌پونگ کیم |  |  |  |  |  |  |  |  |  |  |  |  |  |  |  |
|  |                                      |  |  |  |  |  |  |  |  |  |  |  |  |  |  |  |
|  |                                      |  |  |  |  |  |  |  |  |  |  |  |  |  |  |  |
|  | سونگ گوک‌تاک                          |  |  |  |  |  |  |  |  |  |  |  |  |  |  |  |
|  |                                      |  |  |  |  |  |  |  |  |  |  |  |  |  |  |  |
|  |                                      |  |  |  |  |  |  |  |  |  |  |  |  |  |  |  |
|  | بانو سونگ از قبیلهٔ ایون‌جین سونگ      |  |  |  |  |  |  |  |  |  |  |  |  |  |  |  |
|  |                                      |  |  |  |  |  |  |  |  |  |  |  |  |  |  |  |
|  |                                      |  |  |  |  |  |  |  |  |  |  |  |  |  |  |  |
|  | بانو کانگ از قبیلهٔ جین‌جو کانگ        |  |  |  |  |  |  |  |  |  |  |  |  |  |  |  |
|  |                                      |  |  |  |  |  |  |  |  |  |  |  |  |  |  |  |
|  |                                      |  |  |  |  |  |  |  |  |  |  |  |  |  |  |  |
|  | پادشاه یونگ‌جو                        |  |  |  |  |  |  |  |  |  |  |  |  |  |  |  |
|  |                                      |  |  |  |  |  |  |  |  |  |  |  |  |  |  |  |
|  |                                      |  |  |  |  |  |  |  |  |  |  |  |  |  |  |  |
|  | چوی مال‌جونگ                          |  |  |  |  |  |  |  |  |  |  |  |  |  |  |  |
|  |                                      |  |  |  |  |  |  |  |  |  |  |  |  |  |  |  |
|  |                                      |  |  |  |  |  |  |  |  |  |  |  |  |  |  |  |
|  | چوی ته‌ایل                            |  |  |  |  |  |  |  |  |  |  |  |  |  |  |  |
|  |                                      |  |  |  |  |  |  |  |  |  |  |  |  |  |  |  |
|  |                                      |  |  |  |  |  |  |  |  |  |  |  |  |  |  |  |
|  | چوی هیو-وون                          |  |  |  |  |  |  |  |  |  |  |  |  |  |  |  |
|  |                                      |  |  |  |  |  |  |  |  |  |  |  |  |  |  |  |
|  |                                      |  |  |  |  |  |  |  |  |  |  |  |  |  |  |  |
|  | بانو جانگ از قبیلهٔ پیونگ‌گانگ جانگ    |  |  |  |  |  |  |  |  |  |  |  |  |  |  |  |
|  |                                      |  |  |  |  |  |  |  |  |  |  |  |  |  |  |  |
|  |                                      |  |  |  |  |  |  |  |  |  |  |  |  |  |  |  |
|  | سوک‌بین چوی                           |  |  |  |  |  |  |  |  |  |  |  |  |  |  |  |
|  |                                      |  |  |  |  |  |  |  |  |  |  |  |  |  |  |  |
|  |                                      |  |  |  |  |  |  |  |  |  |  |  |  |  |  |  |
|  | هونگ گیه‌نام                          |  |  |  |  |  |  |  |  |  |  |  |  |  |  |  |
|  |                                      |  |  |  |  |  |  |  |  |  |  |  |  |  |  |  |
|  |                                      |  |  |  |  |  |  |  |  |  |  |  |  |  |  |  |
|  | بانو هونگ از قبیلهٔ نامیانگ هونگ      |  |  |  |  |  |  |  |  |  |  |  |  |  |  |  |
|  |                                      |  |  |  |  |  |  |  |  |  |  |  |  |  |  |  |
|  |                                      |  |  |  |  |  |  |  |  |  |  |  |  |  |  |  |
|  | بانو کیم                             |  |  |  |  |  |  |  |  |  |  |  |  |  |  |  |
|  |                                      |  |  |  |  |  |  |  |  |  |  |  |  |  |  |  |
|  |                                      |  |  |  |  |  |  |  |  |  |  |  |  |  |  |  |

### همسران و فرزندان
1. ملکه جونگ‌سونگ (정성왕후 서씨؛ دسامبر ۱۶۹۲ – ۱۵ فوریه ۱۷۵۷)[۱](ازدواج در نوامبر ۱۷۰۳)
  1. بدون فرزند
2. ملکه جونگ‌سون از قبیلهٔ گیئونگ‌جو کیم (정순왕후 김씨؛ ۱۰ نوامبر ۱۷۴۵ – ۱۲ ژانویه ۱۸۰۵)[۲]
  1. بدون فرزند
3. همسر نجیب سلطنتی جونگ از قبیلهٔ شی (정빈 이씨؛ ۲۱ اوت ۱۶۹۴ _ ۱۸ مارس ۱۷۲۱)
  1. ولیعهد هیوجانگ (효장세자؛ ۴ آوریل ۱۷۱۹ _  ۱۶ دسامبر ۱۷۲۱).[۳]
  2. شاهدخت هوائوک  (화순옹주؛  ۱۷۱۷ _ ۱۷۱۸)
  3. شاهدخت هواسون (화순옹주؛  ۱۷۲۰ _ ۱۷۵۸ )
4. همسر نجیب سلطنتی یئونگ از قبیلهٔ لی (영빈 이씨, ۱۶۹۶ –۲۳ اوت ۱۷۶۴)[۴][۵]
  1. شاهدخت هواپیونگ (۲۷ آوریل ۱۷۲۷ – ۲۴ ژوئن ۱۷۴۸؛ 화평옹주)
  2. دختری بی‌نام (۳ اوت ۱۷۲۸ – ۱۸ فوریه ۱۷۳۱)
  3. دختری بی‌نام (۱۲ دسامبر ۱۷۲۹ – ۲۱ مارس ۱۷۳۱)
  4. دختری بی‌نام (۱ ژانویه ۱۷۳۲ – ۱۲ آوریل ۱۷۳۶)
  5. شاهدخت هواهیئوپ (۷ مارس ۱۷۳۳ – ۲۷ نوامبر ۱۷۵۲؛ 화협옹주)
  6. یی سون، ولیعهد سادو (۱۳ فوریه ۱۷۳۵ – ۱۲ ژوئیه ۱۷۶۲؛ 이선 사도세자)[۶]
5. همسر نجیب زاده سلطنتی گیونگ از قبیله دانگ‌لی(정빈 이씨؛ ۲۰ مه ۱۷۰۵ - ۱۲ مارس ۱۷۳۶)
  1. شاهدخت هوابین (이유번؛ ۱۸ اوت ۱۷۲۲ - ۲۱ سپتامبر ۱۷۶۵)
  2. سقط جنین (۸ مه ۱۷۲۳)
  3. شاهدخت هومیونگ (이유번؛ ۲۷ دسامبر ۱۷۲۵ - ۱۶ ژوئیه ۱۷۷۲)
  4. شاهدخت هوسون (화순옹؛ ۱۰ جولای ۱۷۲۷ - ۲۰ دسامبر ۱۷۲۸)
  5. شاهزاده هونجونگ (화순옹주؛ ۱۵ اکتبر ۱۷۲۹ - ۱۹ نوامبر۱۷۳۳)
  6. شاهدخت هاسان (이유번؛ ۲ فوریه ۱۷۳۵ - ۱۳ سپتامبر ۱۷۸۹)
6. جو گوی‌این (귀인 조씨)
  1. شاهدخت هوایو (화유옹주؛ ۱۷۴۱–۱۷۷۱)
7. مون سوک‌اوی (숙의 문씨)[۷]
  1. شاهدخت هواریئونگ (화령옹주؛ ۱۷۵۲–۱۸۲۱)
  2. شاهدخت هواگیل (화길옹주؛ ۱۷۵۴–۱۷۷۲)

- فرزندان دیگر:

1. هوا سون (دومین دختر پادشاه و هم‌بالین سلطنتی جئونگ بین‌لی؛ ۱۷۲۰–۱۷۵۸) او پس از مرگ شوهرش خودکشی کرد.[۸]